# Дракулин гост
„Дракулин гост” (енгл. Dracula's Guest) је приповетка Брема Стокера први пут објављена 1914. у збирци прича Дракулин гост и друге чудне приче. Верује се да је била замишљена као прво поглавље Стокеровог романа Дракула из 1897. године, али да је избачена пре објављивања пошто су је издавачи сматрали сувишном за причу.

## Радња
Прича прати Енглеза (чије име се никада не помиње, али се претпоставља да је у питању Џонатан Харкер) у посети Минхену пре одласка у Трансилванију. Валпургијска ноћ је и упркос упозорењу хотелијера да се не враћа касно, младић касније напушта кочију и одлута у правцу напуштеног „несветог” села. Док кочија олдази са уплашеним и сујеверним возачем, високи и мршави странац плаши коње на врху брда.
После неколико сати, када стигне у пусту долину, почиње да пада снег; док мрачна олуја постаје све јача, Енглез се склања у гај чемпреса и тиса. Његово место убрзо је осветљено месечином и открива се гробље, а он се налази пред мермерном гробницом са великим гвозденим коцем пробијеним кроз кров, натпис гласи: „Грофица Долинген од Граца / у Штајерској / тражила и пронашла смрт / 1801. године”. Енглез је узнемирен што се налази на таквом месту у таквој ноћи и како олуја изнова избија, јак град га приморава да се склони на праг гробнице. Док то чини, бронзана врата гробнице се отварају под његовом тежином и бљесак муње осветљава унутрашњост, откривајући „лепу жену заобљених образа и црвених усана, како наизглед спава на одру”. Снага следећег удара грома избацује Енглеза са прага,) док још једна муња погађа гвоздени шиљак, уништавајући гробницу и жену која сада вришти унутра.
Човекове невоље нису сасвим готове, док се болно опоравља од свог искушења, почиње да осећа гађење које повезује са топлим осећајем у грудима и лизањем на његовом грлу. Енглез скупља храброст да провири кроз трепавице и открива гигантског вука пламених очију.
Војни коњаници су следећи који пробуде полусвесног човека, терајући вука бакљама и пушкама. Неки коњаници се враћају главној групи и Енглезу након потере, саопштавајући да га нису нашли и да је Енглезова животиња „вук − а ипак није вук”. Такође примећују да се на уништеној гробници налази крв, а врат Енглеза је неокрвављен. Касније, Енглеза заболи врат када га коњаник прокоментарише.
Када су Енглеза људи одвели назад у хотел, сазнао је да је нико други до његов очекивани домаћин гроф Дракула тај који је послао хотелу телеграм у којем је упозорио на „опасности од снега, вукова и ноћи”, током времена када је Енглез био одсутан.

## Контекст
Многи верују да је „Дракулин гост” заправо избачено прво поглавље из оригиналног рукописа Дракуле, за које је издавач сматрао да је сувишно за причу. У предговору оригиналног издања Дракулиног госта и других чудних прича, Стокерова удовица Флоренс је написала: „На његову оригиналну листу прича у овој књизи додала сам до сада необјављену епизоду из Дракуле. Првобитно је избачена због дужине књига, и може се показати интересантном за многе читаоце онога што се сматра најистакнутијим делом мог мужа.”
Лесли С. Клингер, која је имао приступ Стокеровом оригиналном рукопису Дракуле док је истраживао за своју књигу Нови анотирани Дракула из 2008. године, видео је доказе да је „Дракулин гост” избрисан из рукописа, као што је избрисана реченица у којој је Харкер коментарисао да његов грло „још увек боли од лизања храпавог језика сивог вука”, а прво и друго поглавље коначног романа су у рукопису означене као „ii” и „iii”. Клингер на крају закључује следеће:
И шта онда можемо мислити о [„Дракулином госту”]? Без имена „Дракула” које се појављује у наслову и [Дракулиној] поруци [посланој наратору], било би врло мало тога што би повезивало причу овог путника са [романом Дракула]. Стил је потпуно другачији; наратор дели неколико карактеристика са Џонатаном Харкером; а радња некако не успева да повеже причу изнету у [Дракули]. Међутим, у рукопису [Дракуле] постоје бројне референце на неку верзију приче која је на крају објављена као „Дракулин гост”. Највероватније је то био другачији нацрт – онај који је идентификовао наратора као Харкера – укључен у ... рану верзију [рукописа Дракуле]. Можда је Стокеров издавач тражио да се књига скрати, или је издавач (или Стокер) можда сматрао да су „стилски” аспекти наратива важнији од његове истинитости. Из било ког разлога, овај материјал је избачен, а Стокер му се тек касније вратио и прерадио га у објављену форму.
Даље избрисане реченице Харкера укључују помињање његових „авантура у Минхену” током разговора са Дракулом. Такође, лепе вампирице га подсећају на жену коју је „видео у гробници током валпургијске ноћи”.
Рикард Бергхорн је приметио да је опис грофице у „Дракулином госту” веома сличан опису вампирице у Моћи таме, коју је користио да тврди да је плавокоса вампирица у „Дракулином госту” била она.

## Инспирације
Натпис на гробници је препознат као почаст Џозефу Шеридану ле Фануу, аутору вампирске новеле Кармила која је имала значајан утицај на Дракулу. Протагонисткиња ове новеле показује сличности са грофицом Долинген. На крају се открива да је главна јунакиња Кармиле, грофица Миларка Карнештајн, заправо вампирица. На полеђини гробнице, великим руским словима, исписано је: „Мртви брзо путују”, што је била ода балади „Ленора”.
Неки стручњаци верују да је обрисани почетак био заснован на аустријској принцези Елеонори фон Шварценберг, о чему се говори у ТВ документарцу Принцеза вампира.